# النحيت (نيحيت)
النحيت هي إحدى مشيخات المملكة المغربية، تتبع جغرافيا لإقليم تارودانت وإداريًا لنيحيت. يقدر عدد سكانها بـ 2331 نسمة حسب الإحصاء الرسمي للسكان والسكنى لسنة 2004.